# Saginer
El Saginer és un personatge humà present en la cultura popular de molts països, amb noms diferents. També conegut com a Greixer, Greixet o Home de la Sangueta. En castellà rep el nom de sacamantecas, sacasebos o mantequero.
Es tracta d'un personatge que espanta les criatures, ja que hom feia creure que aquest personatge raptava xiquets per fer sagí amb el greix que els treia.
En zones de la Comunitat Valenciana, com ara Quatretonda, malgrat utilitzar el mot "tio" o "tia" per fer referència a persones de confiança, s'utilitza l'expressió Tio Cuiro, per fer referir-se a una mena de saginer, i per això s'empra com espantacriatures.